# Gastromicans tesselatus
Gastromicans tesselatus är en spindelart som först beskrevs av Koch C.L. 1846.  Gastromicans tesselatus ingår i släktet Gastromicans och familjen hoppspindlar. Inga underarter finns listade i Catalogue of Life.